# Lapoș
Lapoș est une commune roumaine du județ de Prahova, dans la région historique de Valachie et dans la région de développement du Sud.

## Géographie
La commune de Lapoș est située dans le nord-est du județ, à la limite avec le județ de Buzău, dans les collines du piémont des Carpates, à 70 km au nord-est de Ploiești, le chef-lieu du județ.
La municipalité est composée des quatre villages suivants (population en 1992) :
- Glod ;
- Lapoș (964), siège de la municipalité ;
- Lăpoșel ;
- Pietricica.

## Politique et administration
| Période                                  | Période  | Identité                  | Étiquette | Qualité |
| ---------------------------------------- | -------- | ------------------------- | --------- | ------- |
| Les données manquantes sont à compléter. |          |                           |           |         |
|                                          | 2012     | Zoica Ivan                | PNL       |         |
| 2012                                     | En cours | Dumitru-Constantin Țîrlea | PDL, PNL  |         |

| Parti | Parti                                      | Sièges |
| ----- | ------------------------------------------ | ------ |
|       | Parti social-démocrate (PSD)               | 4      |
|       | Parti national libéral (PNL)               | 4      |
|       | Alliance des libéraux et démocrates (ALDE) | 1      |

## Religions
En 2002, la composition religieuse de la commune était la suivante :
- Chrétiens orthodoxes, 100 %.

## Démographie
En 2002, la commune comptait 1 427 Roumains, soit la totalité de la population. On comptait à cette date 600 ménages et 640 logements.
| 2002  | 2007  |
| ----- | ----- |
| 1 247 | 1 404 |

## Économie
L'économie de la commune repose sur l'agriculture.

## Communications

### Routes
La route régionale DJ235 permet de rejoindre Sângeru.

## Lieux et monuments
- Lăpoșel, église orthodoxe en bois St-Georges de 1823[6].